# Die Regenschirme von Cherbourg
Die Regenschirme von Cherbourg (französischer Originaltitel: Les Parapluies de Cherbourg) ist ein Musicalfilm aus dem Jahr 1964. Regie führte Jacques Demy, der die Hauptrollen mit Catherine Deneuve und Nino Castelnuovo besetzte; die Musik (mit dem gleichnamigen Lied; mit englischem Text von Norman Gimbel I Will Wait For You) schrieb Michel Legrand. Alle Dialoge im Film werden als Rezitativ gesungen.
Der Film ist der zweite Teil einer „Romantischen Trilogie“ des Regisseurs, die mit Lola, das Mädchen aus dem Hafen 1961 begonnen und mit Die Mädchen von Rochefort 1967 abgeschlossen wurde. Die Regenschirme von Cherbourg brachte bei seiner Veröffentlichung Deneuve den Durchbruch als Filmschauspielerin, auch der internationale Ruf von Demy und Legrand wurde begründet. Der Film, der Elemente des klassischen Hollywood-Musicals mit denen der Nouvelle Vague vereint, wird heute zu den bedeutendsten nicht-amerikanischen Musicalfilmen gezählt.

## Handlung
Erster TeilDie Abreise (November 1957)
Madame Emery und ihre Tochter Geneviève verkaufen Regenschirme in ihrem kleinen Geschäft in der Küstenstadt Cherbourg in der Normandie. Geneviève ist in Guy verliebt, einen hübschen Automechaniker. Das junge Paar schwört sich ewige Liebe, was von Madame Emery eher mit Skepsis betrachtet wird. Guy kümmert sich mit großer Hingabe zusammen mit der Zugehfrau Madeleine, einer jungen Frau, die ihn offensichtlich liebt, um seine Patin, mit der er unter einem Dach lebt. Schließlich wird Guy einberufen, um seinen Militärdienst zu leisten und im Algerienkrieg zu kämpfen. In der Nacht vor seiner Abreise schlafen er und Geneviève miteinander. 
Zweiter TeilDie Abwesenheit (Januar 1958 – April 1958)
Geneviève wird schwanger und fühlt sich im Stich gelassen, da Guy ihr nur spärlich schreibt. In ihr wachsen die Zweifel an Guy, zugleich drängt Madame Emery ihre Tochter zu einer Heirat mit dem Geschäftsmann Roland Cassard: Er ist ein Mann um die dreißig, auf unauffällige Weise gutaussehend, der Madame Emery finanziell aus der Patsche hilft. Roland verliebt sich in Geneviève und will sie heiraten, obwohl ihr Kind von einem anderen Mann stammt. Ihre Hochzeit in einer großen Kathedrale unterstreicht ihren sozialen und wirtschaftlichen Aufstieg in der Gesellschaft.
Dritter TeilDie Rückkehr (März 1959 – Dezember 1963)
Als Guy mit einer Beinverletzung aus dem Krieg zurückkommt, erfährt er, dass Geneviève nun verheiratet ist, Cherbourg verlassen hat und auch der Regenschirmladen nicht mehr existiert. Er versucht, in sein altes Leben zurückzukehren, wird jedoch wegen des Krieges und des Verlustes von Geneviève rebellisch. Eines Tages kündigt Guy seine Arbeit nach einem Streit mit seinem Chef und verbringt eine Nacht und einen Tag mit exzessivem Trinken in schäbigen Hafenkneipen. Er schläft mit einer Prostituierten namens Jenny, deren wirklicher Name auch Geneviève ist, wie sich bald herausstellt. Als er in seine Wohnung zurückkehrt, erzählt ihm Madeleine in Tränen aufgelöst, dass seine Patin gestorben ist. Er bemerkt, dass sie ihn liebt und räumt mit ihrer Hilfe sein Leben auf. Mit dem Erbe seiner Tante kann er eine neue Tankstelle im amerikanischen Stil finanzieren. Er bittet Madeleine, ihn zu heiraten, und sie nimmt an, obwohl sie sich fragt, ob er dies aus Verzweiflung über Geneviève tut. 
Dezember 1963, ungefähr fünf Jahre nach Beginn der Handlung: Guy führt nun die Tankstelle und lebt mit seiner fröhlichen und liebenden Frau Madeleine und seinem kleinen Sohn François. An Heiligabend gehen Madeleine und François spazieren. Während sie Guy für kurze Zeit alleine lassen, fährt ein neuer Mercedes an der Tankstelle vor. Die in Nerz gekleidete Fahrerin erweist sich als die elegante, sichtbar reiche Geneviève, begleitet von ihrer (und Guys) Tochter Françoise, die im Auto bleibt. Die beiden gehen hinein und sind zunächst schockiert, sich wiederzusehen. Geneviève erklärt, dies sei das erste Mal seit ihrer Hochzeit, dass sie nach Cherbourg zurückfahre. Ihre Mutter sei vor kurzem gestorben. Ihr reicher Ehemann und ihr Kind sind die einzigen Familienmitglieder, die sie noch hat. Die beiden unterhalten sich, während das Auto vollgetankt wird. Geneviève fragt Guy, ob er seine Tochter sehen wolle. Nach kurzem Zögern verneint er, was zu ihrem endgültigen Abschied führt. Am Ende begrüßt Guy seine Frau mit einem Kuss und spielt mit seinem kleinen Sohn.

## Produktionshintergrund

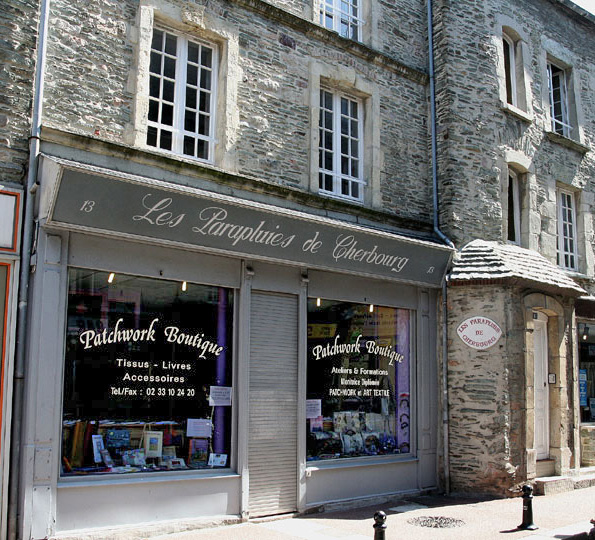
Das Geschäft der Emerys aus dem Film, in dem in Cherbourg heute eine Boutique beheimatet ist, im Jahr 2013.

Als Gesangsstimmen sind unter anderem im Film zu hören: Danielle Licari für Geneviève Emery, José Bartel für Guy, Christiane Legrand für Madame Emery, Georges Blaness für Roland Cassard, Claudine Meunier für Madeleine und Claire Leclerc für Tante Elise.
Marc Michel war in der Rolle des Roland Cassard bereits in Demys Vorgängerfilm Lola, das Mädchen aus dem Hafen aufgetreten. In diesem war er der Protagonist und unglücklich in die weibliche Hauptfigur der Lola verliebt.
Da der Film von Leo Kirchs Produktionsfirma Beta Film mitfinanziert wird, gilt er als französisch-deutsche Koproduktion, obgleich die große Mehrheit der Schauspieler und Filmcrew aus Frankreich kamen.

### Restaurierung
Der Film wurde auf Eastman-Negativ gedreht, das schnell verblasste und unbrauchbar wurde. Die verschiedenen Kopien des Films im Umlauf verloren allmählich an Qualität, was bedeutete, dass Die Regenschirme von Cherbourg nie mehr in den reichen Farben gesehen werden konnte, wie es Jacques Demy vorgesehen hatte. Glücklicherweise wusste Demy, dass das Original schnell verblassen würde und machte so Schwarzweiß-Kopien des ursprünglichen Materials in einem 3-Farben-Verfahren (ein ähnlicher Prozess wie die Herstellung des älteren Technicolor-Verfahrens). Diese Schwarzweiß-Abzüge hatten eine längere Lebensdauer. In den 1990er Jahren rief Demys Ehefrau, die Filmregisseurin Agnès Varda, ein Projekt ins Leben, um eine neue Farbkopie der drei Schwarzweiß-Abzüge herzustellen. Der daraus resultierende Film nahm Demys Vision eines farbenfrohen Cherbourg wieder auf. Zusätzlich assistierte der Komponist Michel Legrand bei der digitalen Nachbearbeitung seiner Partitur, um eine höherwertige Version zu produzieren.

## Rezeption

### Kritiken
Die Regenschirme von Cherbourg brachten Demy in den 1960er-Jahren international viel Lob ein. Auch in Deutschland fiel das Presseecho positiv aus:

„Jacques Demy verdichtet die anspruchslose Alltagsgeschichte zu einem lyrischen Kammerspiel, in dem alle Dialoge gesungen werden. Musik und Melodien, stilisierte Farben, Formen und Bewegungen verbinden sich zu einem höchst artifiziellen Film, der auf zärtliche Weise die Gefühle der Figuren versinnbildlicht.“

„Filmsingspiel über eine zerbrochene Jugendliebe, das die angeschnittenen thematischen Fragen teilweise verharmlost oder mit Sentimentalität zudeckt, filmmusikalisch aber von interessanter Neuartigkeit und formal insgesamt ein bemerkenswerter Wurf.“

Kritisch sah den Film hingegen Ulrich Gregor in seiner 1978 erschienenen Geschichte des Films ab 1960. Er schreibt, „gerade die Mischung von Realismus und romantischen Klischees, die der Film praktizierte, sowie sein Hang zur Sentimentalität machten ihn im Endresultat zu schwer verträglichem, süßlichen Kitsch.“
Der US-amerikanische Kritiker Jonathan Rosenbaum schrieb rückblickend im Jahr 1996, dass er  den Film bei seiner Veröffentlichung in den 1960er-Jahren für einen „kommerziellen Ausverkauf“ Demys gehalten habe. Im Rückblick betrachtete er den Film allerdings als Meisterwerk: „Demys poetische Exaltierung des Normalen, platzend vor Emotionen, hat Anteile von düsterer Ironie und Ernsthaftigkeit“ und sei durchaus in der Alltagswelt verwurzelt: So müssten die jungen Hauptfiguren ökonomisch und realistisch Entscheidungen über ihre Zukunft abwägen, zudem würden sich Klassenunterschiede bemerkbar machen. Demy nutze die Filmmusik, die Farbgestaltung und das Szenenbild des Filmes dazu, die Emotionen zu steigern und eine Art „erhöhte Realität“ zu entwickeln.
Insgesamt sind die meisten Kritiken für den Film bis heute voller Lob, er gilt zusammen mit Die Mädchen von Rochefort allgemein als Höhepunkt von Demys Karriere als Regisseur. Das US-amerikanische Kritikerportal Rotten Tomatoes verzeichnet, dass 65 der insgesamt 66 Kritiken für den Film positiv ausfallen, bei einer hohen Durchschnittswertung von 8,8/10 Punkten. Bei der internationalen Sight & Sound-Umfrage nach den besten Filmen aller Zeiten aus dem Jahr 2012 landete der Film sowohl bei den Regisseuren als auch bei den Kritikern in den Top 200 der besten Filme aller Zeiten.

### Auszeichnungen
- 1963: Louis-Delluc-Preis für den Besten Film
- 1964: Étoile de Cristal für Catherine Deneuve als Beste Darstellerin
- 1964: Internationale Filmfestspiele von Cannes, Grand Prix als Bester Film
- 1965: Oscar, nominiert als Bester fremdsprachiger Film
- 1965: Association Française de la Critique de Cinéma Prix Méliès (Bester Film)
- 1966: Oscar, nominiert für die Beste Filmmusik und das Beste Originaldrehbuch
- 1966: Golden Globe Award, nominierung als Bester fremdsprachiger Film
- 1966: Grammy, nominiert für die Beste Filmmusik

### Einfluss
In Brad Andersons postapokalyptischen Horror-Thriller Die Herrschaft der Schatten von 2010 schwärmt der Filmvorführer Paul (dargestellt von John Leguizamo) von der romantischen Atmosphäre des Films mit Catherine Deneuve und erwähnt lobend „die Musik“ und „die Farben“. Regisseur Damien Chazelle bezeichnete Die Regenschirme von Cherbourg als seinen Lieblingsfilm und einen der Haupteinflüsse auf sein oscarprämiertes Musical La La Land (2016).